# Calamagrostis gayana
Calamagrostis gayana är en gräsart som först beskrevs av Ernst Gottlieb von Steudel, och fick sitt nu gällande namn av Robert John Soreng. Calamagrostis gayana ingår i släktet rör, och familjen gräs. Inga underarter finns listade i Catalogue of Life.